# Nyabitore
Nyabitore är ett periodiskt vattendrag i Burundi.   Det ligger i provinsen Bubanza, i den nordvästra delen av landet, 40 km norr om huvudstaden Bujumbura.
I omgivningarna runt Nyabitore växer huvudsakligen savannskog. Runt Nyabitore är det tätbefolkat, med 397 invånare per kvadratkilometer.